# شصت و نه ایستگاه کایسو کایدو
شصت و نه ایستگاه کایسو کایدو (به ژاپنی: 木曾街道六十九次, Kiso Kaidō Rokujūkyū-tsugi) یک سری اوکی‌یوئه است که توسط هیروشیگه و کیسای ایسن خلق شده‌است.